# Sparkill (Nueva York)
Sparkill es un lugar designado por el censo ubicado en el condado de Rockland en el estado estadounidense de Nueva York. En el año 2010 tenía una población de 1.565 habitantes.

## Geografía
Sparkill se encuentra ubicado en las coordenadas 41°1′45.42″N 73°55′58.31″O / 41.0292833, -73.9328639.